# أبو بكر الكاف
أبو بكر بن شيخ الكاف الجفري باعلوي  (1305 - 1385 هـ) زعيم وقائد ومصلح اجتماعي من وادي حضرموت. كان له نفوذ سياسي واجتماعي كبير في منطقة الجنوب العربي، ودور بارز في صنع السلام وإطفاء نار الحروب المشتعلة في حضرموت في تلك الفترة التي سادت فيها النزاعات القبلية، وسعي دؤوب في إنهاء الثارات والذحول بين القبائل. بالإضافة إلى بذله أموالًا عظيمة لخدمة البلد والمجتمع الحضرمي في مختلف المجالات الوطنية.

## نسبه
أبو بكر بن شيخ بن عبد الرحمن بن أحمد بن محمد بن علوي بن محمد بن أحمد بن محمد بن أحمد بن محمد بن أحمد الكاف بن محمد كريكرة بن أحمد بن أبي بكر الجفري بن محمد بن علي بن محمد بن أحمد الشهيد بن الفقيه المقدم محمد بن علي بن محمد صاحب مرباط بن علي خالع قسم بن علوي بن محمد بن علوي بن عبيد الله بن أحمد المهاجر بن عيسى بن محمد النقيب بن علي العريضي بن جعفر الصادق بن محمد الباقر بن علي زين العابدين بن الحسين السبط بن الإمام علي بن أبي طالب، والإمام علي زوج فاطمة بنت محمد ﷺ.
فهو الحفيد 35 لرسول الله محمد ﷺ في سلسلة نسبه.

## مولده ونشأته
ولد في جزيرة سنغافورة في شهر صفر سنة 1305 هـ/ 1887 م، ووالده هو شيخ بن عبد الرحمن الكاف صاحب الثروة العظيمة بسنغافورة وإندونيسيا. مكث به والده في سنغافورة خمس سنوات، ثم توجه به عائدًا إلى حضرموت سنة 1310 هـ/ 1892 م، فنشأ وترعرع في مدينة تريم في كنف أبويه، في بيئة تزخر بكثير من العلماء والصلحاء والمربين، كما هو معروف عن تلك المدينة على مدى التاريخ والأزمنة. تعلَّم القرآن الكريم في معلامة باغريب، وقرأه أيضًا على يد الحبيب أحمد بن صالح بن الشيخ أبي بكر بن سالم وذلك مدة إقامة أسرته بدمون، ودرس مبادئ العلم الديني في زاوية مسجد سرجيس الواقعة بحارة السحيل من مدينة تريم على يد الشيخ محمد بن أحمد بن سالم الخطيب. كما تأثر دينيًا وروحيًا بأئمة ومرشدي حضرموت في ذلك العصر منهم: عبد الرحمن بن محمد المشهور، وأحمد بن محمد الكاف، وعلي بن محمد الحبشي، وأحمد بن حسن العطاس وغيرهم، وكثيرًا ما كان أبوه يصطحبه إلى مجالس العلماء والمربين للاستفادة منهم، والاستماع لنصائحهم وإرشاداتهم، والتماس الدعاء منهم.
وكان منزله مقصدًا ومكانًا للوافدين وملجأً للغرباء. حيث نزل في منزله الشيخ الطيب الساسي موفد سلطاني حضرموت للمؤتمر الإصلاحي الحضرمي بالشحر وسنغافورة عام (1927 - 1928 م)، ونزل عليه في منزله بتريم المهندس محمد صلاح الدين بن عبد الوهاب النجار، الذي انتدبته حكومة ألمانيا مع نفر من الطيارين الألمان إلى اليمن، حيث زار تريم بعد انتهاء مهمته في اليمن بإشارة من السيد محمد بن عقيل بن يحيى، كما نزل عليه خبراء الزراعة من مصر وبعض أهل المدينة المنورة وغيرهم.

## دوره الإصلاحي
كان ميالًا منذ صغره إلى حل مشكلات الناس، فنشأ بفطرته محبًا للإصلاح، وكثيرًا ما كان يستطلع حالة البلاد العامة، ويسعى في مساعدة المظلومين بما تسعه قدرته، ويعمل على الإصلاح بين القبائل. ففي عام 1934 م تم إرسال هارلد إنجرامس في زيارة استطلاع وتحر لحضرموت، كما عاد إليها مرة أخرى عام 1936 م ليعمل مع السيد أبو بكر وسلطاني حضرموت القعيطي والكثيري في إقناع القبائل التي تعيش في دائرة الاقتتال والحروب بالقبول بهدنة عامة لمدة ثلاث سنوات، وقد أدى التأثير القوي لشخصيته مع إنفاقه السخي الدور الأساسي لإنجاح المفاوضات التي قادت إلى تحقيق الصلح العام والهدوء في أنحاء القطر الحضرمي وإرساء دعائم أمنه واستقراره الاجتماعي.

### قائد الإمبراطورية (CBE)
في عام 1938 م مُنح لقب (قائد الإمبراطورية البريطانية الأكثر فخرًا في القسم المدني - Commander of the Most Excellent Order of the British Empire) من الحكومة البريطانية تقديرًا وتثمينًا لجهوده في إحلال الأمن والسلام في حضرموت، ونظير خدماته العامة المتمثلة في إسهامه في إقامة الكثير من المشاريع الكبيرة للبلاد. حيث أقيم لهذا الحدث حفلان:
الحفل الأول: تهنئة للزعيم أبي بكر بن شيخ الكاف، أقيم تحت رعاية جمعية الحق بتريم، دعت إليه جمهورًا غفيرًا من رجال الفضل والأدب، وحددت الحفلة مساء يوم الخميس 5 / 11 / 1356 هـ الموافق 6 / 1 / 1938 م بقصر السيد عمر بن شيخ الكاف (التواهي).
الحفل الثاني: أقيم في سيئون بعد أن قدم الزعيم أبو بكر اعتذاره عن السفر إلى لندن لتسلم الوسام من الملك جورج السادس، خوفًا من أن غيابه يشكل خطورة على الأمن والسلام والإصلاحات التي قام بإنشائها، وقد تقدم حوالي تسع وتسعين شخصية من وجهاء حضرموت بعريضة تحمل توقيعاتهم يطلبون منه العدول عمّا أشيع أنه ينوي السفر إلى الخارج. ففوَّض الملك جورج والي عدن المستر رايلي لتقليد السيد أبي بكر وسام (CBE) نيابة عنه، وفور وصول المستر رايلي إلى سيئون في يونيو عام 1939 م أقيم حفل بهذه المناسبة بجوار قصر السلطان بسيئون حضره عدد من الشخصيات السياسية والأدبية والاجتماعية وجمهور غفير من المواطنين.

### فارس الإمبراطورية (KBE)
تواصلت منجزاته الكبيرة لبلده وأبناء بلده، والتي من أجلها بذل حياته في تحقيقها، وذلك عبر أعماله العملاقة، وتقديرًا لتلك المنجزات والعطاءات تم منحه من الحكومة البريطانية لقبًا آخرًا وهو (فارس الإمبراطورية البريطانية الأكثر فخرًا في القسم المدني - Knight Commander of the Most Excellent Order of the British Empire) عام 1953 م. وفي عام 1954 م قامت الملكة إليزابيث الثانية بزيارة لمستعمرة عدن آنذاك، وقد دُعي السيد أبو بكر للحفل الذي سيقام لاستقبالها في عدن، وسيكرم فيه رسميًا بهذا الوسام. وقد حضر هذا الاحتفال من الجانب الكثيري: السلطان حسين بن علي الكثيري، والسلطان عبد الله بن محسن الكثيري، والسلطان حسين بن صالح الكثيري، والسيد محمد بن عبد الرحمن السقاف، والسيد صالح بن علي الحامد، والمقدم عبد الله بن مرعي بن طالب، والأمين عبد الماجد، والسيد عمر المحظار بن علوي الكاف، ومن الجانب القعيطي: السلطان صالح بن غالب القعيطي، وقدّال باشا، وجيهان خان، والمشايخ أبو بكر بارحيم وأحمد باصرة وسالم بلعلا وأحمد بن ناصر البطاطي وعمر باسويدان، والسيد أحمد العطاس.
من المعروف عن الزعيم أبي بكر قوته وشجاعته، فهو لا يتردد عن البوح عما في خاطره مهما كان الشخص الذي أمامه ومنصبه، وخلال مراسم التقليد كانت له مواقف منها رفضه الركوع أمام ملكة بريطانيا عندما صعد على منصة الاحتفال لتسلم الوسام الجديد (KBE)، حيث طُلِبَ منه الركوع أمام الملكة حسبما تقتضيه البرتوكولات المتبعة في مثل هذه الاحتفالات وهذا التكريم، فغضب لهذا الطلب، وأعلن رفضه الركوع أمام الملكة قائلًا: «أنا مسلم والمسلم لا يركع إلا لله»، وأصر على موقفه، حتى استثني من الركوع أمام الملكة.
ورفضه أيضًا تسليم لقبه السابق (CBE) عندما قلد بوسام (KBE)، وفق ما تقتضيه القوانين المتبعة للحكومة البريطانية، معلقًا بقوله: «إنكم، أي الإنجليز، تعطون بيد وتأخذون باليد الأخرى، أما نحن إذا أعطينا فلا نسترد عطيتنا». فاستثني بقرار آخر وحاز الزعيم أبو بكر كلا الوسامين (CBE) و (KBE)، كما ظهر كلا الوسامين على الترويسة الخاصة لمطبوعات مؤسسته التجارية. كذلك منحته الملكة إليزابيث الثانية في نفس الاحتفال ميدالية تحمل اسمها وصورتها.

## أعماله
لما حلّت المجاعة في العام الثلاثين من القرن الماضي لم يقف مكتوف الأيدي والجوع يفتك بالبلاد، بل هب ينصر وطنه، فأنشأ المطابخ للمصابين بالمجاعة، كما كان عاكفًا على تحسين وتيسير أداء المستشفى والمدرسة التي أسسها آل الكاف في تريم، لتقدما الرعاية الصحية المجانية والتعليم المجاني للسكان المحليين.
ومن أعماله أمره بإحصاء سكان مدينة تريم وعدد منازلها، وكانت نتيجة الإحصاء تُقيد في سجل خاص فيه كل منزل وعدد أفراده من رجال المؤتمر الإصلاحي الحضرمي بين الدولتين القعيطية والكثيرية، واشترك في التوقيع على وثيقة الإصلاح الحضرمي في الشحر وسنغافورة.
وفي مجال تعبيد الطرق تعبيده للطريق الذي يربط مدينة تريم بمنطقة الغرف ومنطقة ساه ومنطقة رسب. وقد بدأ تعبيد هذا الطريق من بوابة مدخل مدينة تريم، متجهًا إلى جهة الجنوب، ويمر على قرية الغرف، ثم يتجه إلى غيل عمر، ثم قرية ساه، ويلتقي بالطريق الأول الذي شقه من الداخل إلى الساحل (طريق الكاف) في مفترق منطقة رسب ثم الحبس، ودخل هذا الطريق تحت اسم طريق الكاف الأول ولكن عبر هذه المناطق التي استفادت منه. وكان الهدف من تعبيده هذا الطريق ربط هذه المناطق بمدينة تريم بالإضافة إلى اختصار المسافة إلى الساحل. وإنشاؤه وشقه لطريق المعجاز عام 1924 م وهو الطريق الجبلي الذي يربط مدينة تريم بسيئون، ويبدأ بمعجاز منطقة الرحبة في تريم وينتهي بمجاز بور، وكان سبب شقه الحرب المعلنة بين القبائل المحيطة بتريم وسلطان تريم. وأشرف أيضًا على تعبيد شوارع مدينة تريم وكبسها ورشها بالماء يوميًا عام 1926 م. والمشاركة في تعبيد طريق سيئون - تريم سنة 1929 م، وقد تحمل جُل نفقات المشروع.

### طريق الكاف
رأى السيد أبو بكر وعورة المسالك من ساحل حضرموت إلى داخله، فأنشأ من جيبه الخاص طريقًا معبدة تمتد من تريم إلى ريدة المعارة بلغت تكاليفها 150 ألف ريال، في ثلاثينات القرن الماضي، وهو أول طريق يعبد بحضرموت لمرور السيارات يقوم به فرد واحد على نفقته الخاصة، فالطريق المعبد (طريق الكاف) كان في ذلك الوقت محفوفًا بالمخاطر لأنه يمر بالقرب من قبائل البادية التي لها نفوذ في مواقعها، فاتصل بهم وأرضاهم وتعاقد معهم وقدم لهم المعونات وحفر لهم الآبار، وكتب عليهم الوثائق لكي يحافظوا على سلامة السالكين لهذا الطريق. كان يشرف شخصيًا على أعمال التعبيد، وقد وضعت للطريق خرائط حسب طلبه من ثلاث نسخ، وكان القائم المباشر لأعمال التعبيد رجل يلقب «بالانقريز» وعملت خرائط أخرى بطلبه للطرق الأخرى والأودية من تريم إلى المكلا. وهو أول طريق يربط ساحل حضرموت بالداخل ويبدأ من مدينة تريم وينتهي في مدينة الشحر، بدأ العمل فيه عام 1924 م وانتهى عام 1937 م.

### قصر بن داعر
هو أحد القصور التاريخية التي بني في وادي حضرموت سنة 1354 هـ/ 1935 م، بناه الزعيم أبو بكر في مساحة واسعة في منطقة كانت تعرف باسم بن داعر شرق مدينة سيئون، وبن داعر قبيلة من يافع سكنت هذه المنطقة. وقد وضع التصاميم الهندسية لهذا القصر المهندس المعماري رائد العمارة الطينية في حضرموت علوي أبو بكر الكاف حيث بنى مجموعة كبيرة من القصور في مدينة سيئون وتريم.

## قيل عنه
قال عنه الأستاذ محمد بن هاشم: «والسيد أبو بكر بن شيخ الكاف معروف بهمته القعساء، التي تفوق ثروته الطائلة بمراحل، والباحث المحقق يستغرب كثيرًا، عندما يرى الظروف والبيئات بهذه البقاع، قد تمخضت بهذا الفذ النادر، الذي هو ليس من نتائجها عادة، ولا من معمولاتها، فالرجل تراه في الوسط الذي يعيش فيه غريبًا في همته، غريبًا في أخلاقه، غريبًا في ثباته، يُسْأَل فيمنح، ويُؤْذَى فيصفح، وله في وجوه الفضائل غرر بيضاء، تسير بها الركبان، وتتزين بذكره المحافل».
وقال: «وفي السيد أبي بكر مجموع صفات محمودة، واتصف بها اتصافًا غريزيًا، تألفت منها العظمة والسيادة والكرم والحلم والاحتمال والتواضع والرحمة والإنصاف وحب الإصلاح وقوة الإرادة وسمو الهمة، كل هذه خلال لا تجتمع في شخص إلا وتكون العظمة نصيبه في هذه الحياة».
وقال عنه الأستاذ محمد أحمد بركات: «سيادة أبو بكر بن شيخ الكاف: التقيتُ به لأول مرة في مدينة المكلا عام 1940 م عندما جاء إلى الساحل في زيارة شبه رسمية... وبالرغم من شهرته التي طبقت الآفاق كمصلح عظيم في حضرموت، لا يشعر الغريب في حضرته بأنه غريب!، أحاديثه عذبة مستساغة وتواضعه فوق ما يتصور الرجل الكريم عن الرجل الكريم».
وفي صحيفة فتاة الجزيرة: «يعرف الأهالي في السيد أبي بكر بن شيخ الكاف عميدًا هاشميًا كريمًا، وسمحًا مضيافًا طويل النجاد كثير الرماد. والسيد أبو بكر بن شيخ الكاف عميد أسرة (الكاف) الشهيرة في جنوب الجزيرة، هو شيخ بعيد النظر، كثير التجارب، واسع الاطلاع، حاضر البديهة، لا تبدو عليه غير الابتسامة الدائمة، وقد عرفه العدنيون في حضرموت أبًا للجميع، مجلسه لا يخلو من ضيوف».

### فيلم إنجرامس
في عام 1953 م قام المستر هارلد إنجرامس بزيارة خاصة لحضرموت بعد انتهاء مهمته كمستشار للدولتين القعيطية والكثيرية، وكانت زيارة إنجرامس خاصة تتعلق بموضوع الفيلم الذي تزمع شركة بريطانية تصويره وتدور قصته حول كتاب المستر إنجرامس «بلاد العرب والجزر» ويتناول الفيلم قضية الأمن وحضرموت والمشاريع الإصلاحية التي حدثت في البلاد على يد السيد أبو بكر بن شيخ الكاف، وهو من الشخصيات البارزة في قصة الفيلم، وقد ساعد إنجرامس في نشر الأمن في ربوع حضرموت وأنفق من جيبه الخاص لتوطيد السلام الاجتماعي بين القبائل. ولقد كتب عنه إنجرامس مطولا في كتابه «شبه الجزيرة العربية والجزر» وتناول حياته منذ أوائل ثلاثينات القرن العشرين وحتى وفاته عام 1965 م.

## وفاته
توفي فجر يوم الخميس التاسع من شهر شعبان سنة 1385 هـ الموافق للثاني من شهر ديسمبر سنة 1965 م. وفي موكب جنائزي مهيب، سار فيه العلماء والوجهاء والأعيان وأهالي مدينة سيئون، وجموع غفيرة وفدوا من جميع الجهات الحضرمية. شيعت جنازته إلى مسجد جامع الحبيب طه بن عمر الصافي السقاف، وقد أم تلك الجموع الغفيرة لصلاة الجنازة الحبيب علوي بن عبد الله السقاف، ووري الثرى في قبة القاضي الحبيب علوي بن عبد الرحمن السقاف بسيئون في الركن الجنوبي الغربي من القبة. وقد رثاه السيد الأديب محمد بن عبد الله السقاف بقصيدة مؤثرة.
يصف جون دوكر، أحد الضباط السياسيين، الأجواء التي سادت حضرموت يوم وفاة السيد أبو بكر قائلًا: «كنت في سيئون يوم وفاته، حيث اجتمع مئات المشيعين من كافة أنحاء حضرموت لإلقاء النظرة الأخيرة عليه، وتقديم احتراماتهم، وقد انضممت شخصيًا لتلك الجمهرة الحاشدة خلف جنازته وفي مراسيم دفنه، وناحت النساء على الشرفات بالعويل والنحيب، لقد كان صباحًا حارًا في ذلك اليوم في سيئون وقد عاد الغبار وارتفع في الهواء الساكن، وأخيرًا تجمعنا في القصر الطيني لزوج ابنته مشهور بن حسين الكاف للتعبير عن حزننا وتقديم عزاءنا لأفراد العائلة».

### استشهادات
1. ↑  المشهور، عبد الرحمن بن محمد (1404 هـ). شمس الظهيرة. جدة، المملكة العربية السعودية: عالم المعرفة. ج. الجزء الثاني. ص. 416 - 418. مؤرشف من الأصل في 2020-01-01. {{استشهاد بكتاب}}: تحقق من التاريخ في: |تاريخ= (مساعدة)

## وصلات خارجية
- السيد أبو بكر بن شيخ الكاف – جون دوكر - الجمعية البريطانية اليمنية.
- عودة الفارس العربي إلى سنغافورا - موقع أسرة السادة آل الكاف.
- صورة من التاريخ...الملكة إليزابيث تمنح «حضرميًا» لقب «فارس» - المشهد اليمني.